# 암브렐라
암브렐라(Ambrella, 일본어: 株式会社アムブレラ)는 닌텐도와 배급 계약을 한 일본의 비디오 게임 개발사이다. 포켓몬스터 비디오 게임 시리즈의 스핀오프 게임들, 특히 포켓몬스터 럼블 시리즈를 제작한 것으로 잘 알려져 있다. 암브렐라는 한때 Marigul Management의 일부였다.

## 게임
- 포켓몬 대시
- 슈퍼 포켓몬 대격돌